# Подземные сооружения

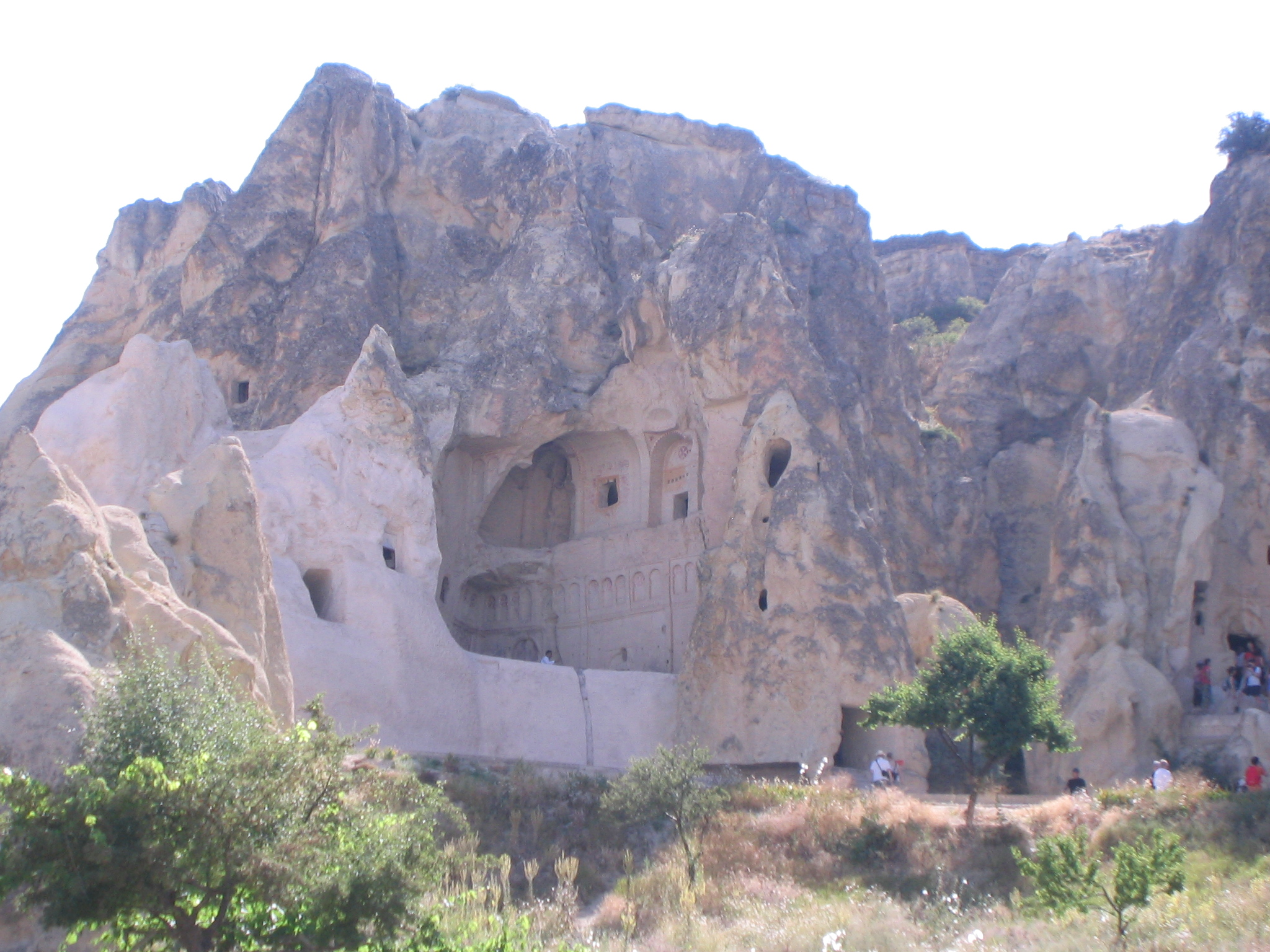
Подземные жилища в Каппадокии

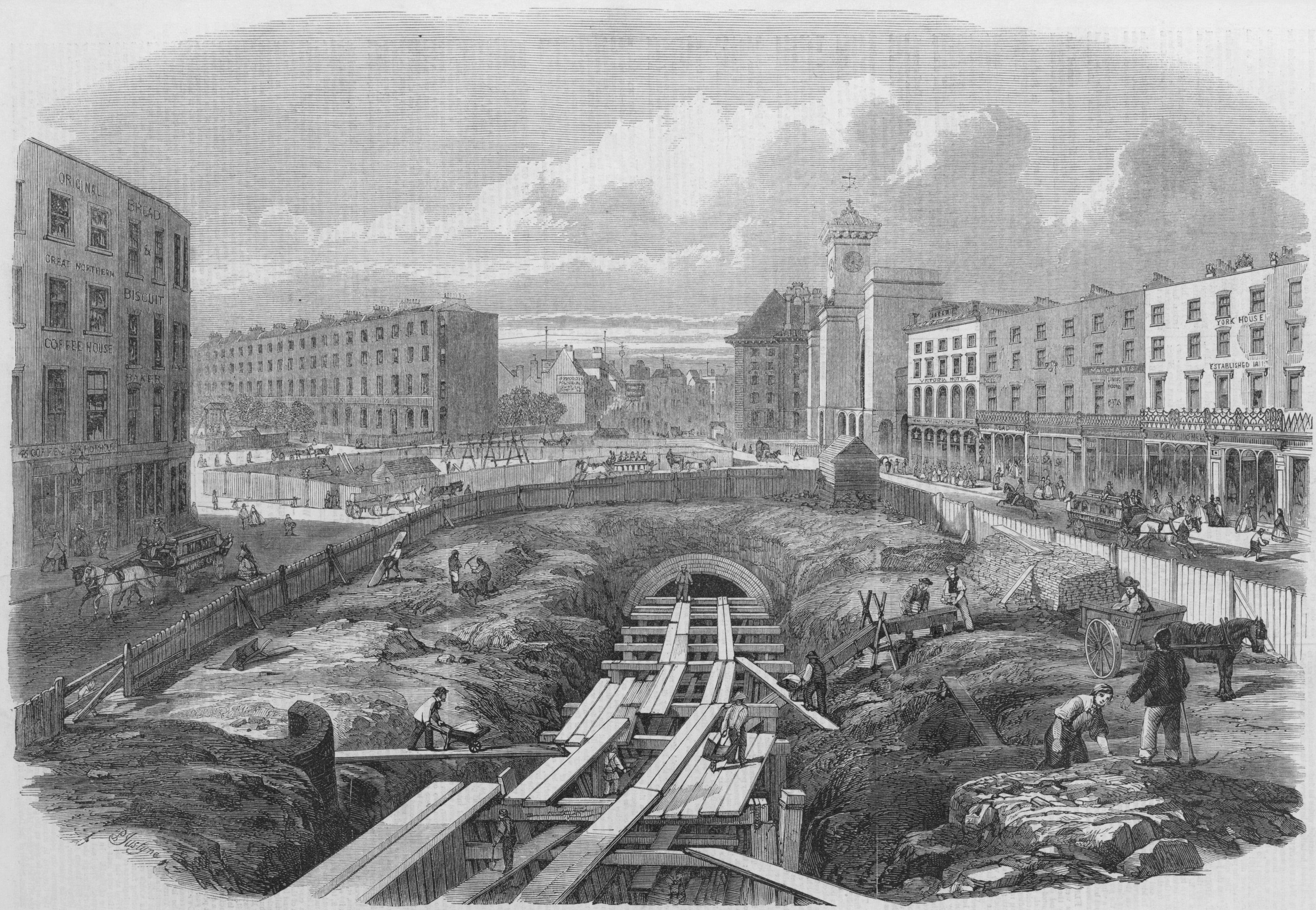
Строительство метрополитена в Лондоне

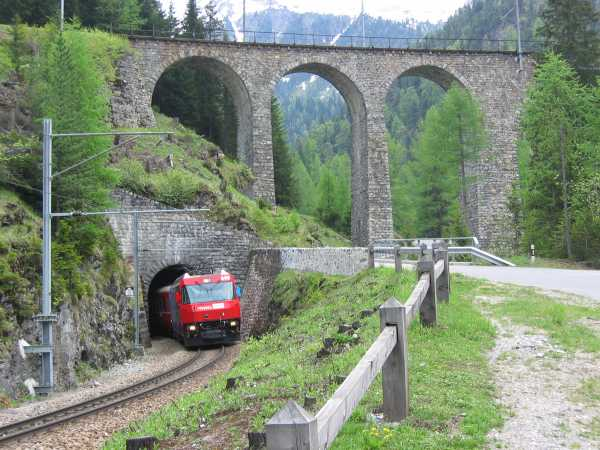
Железнодорожный тоннель в Швейцарии

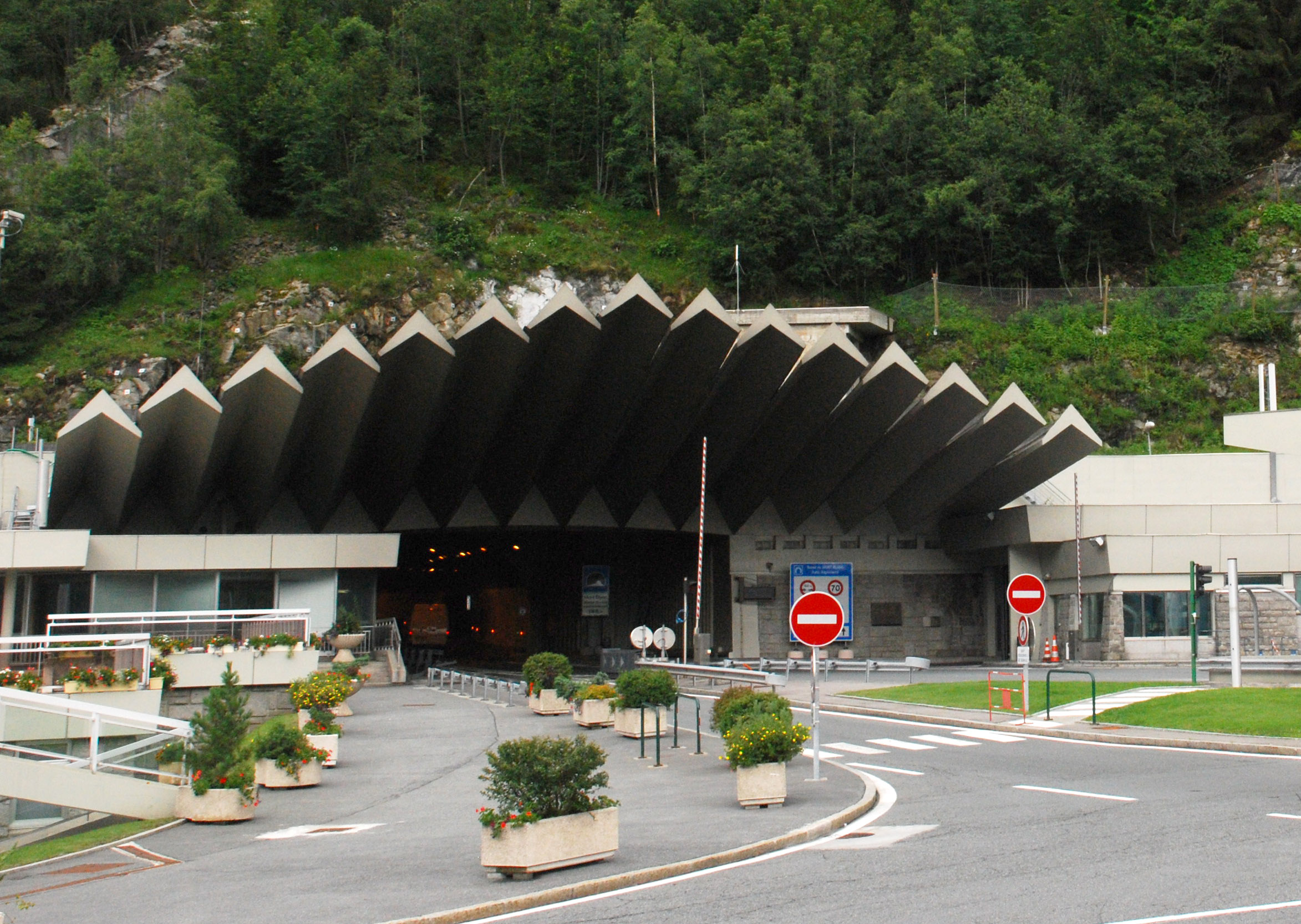
Автомобильный тоннель под Монбланом со стороны Франции, Шамони

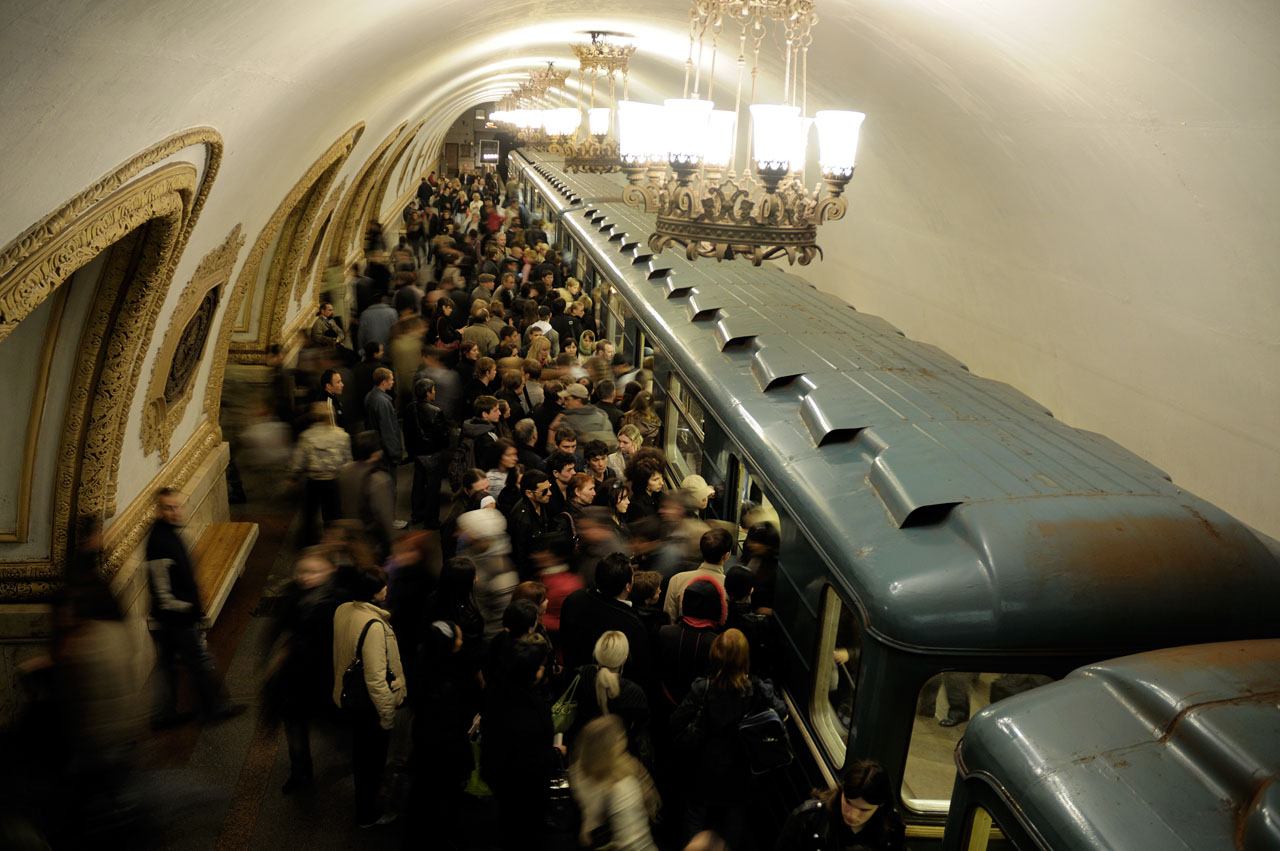
Московское метро - одно из самых загруженных в мире

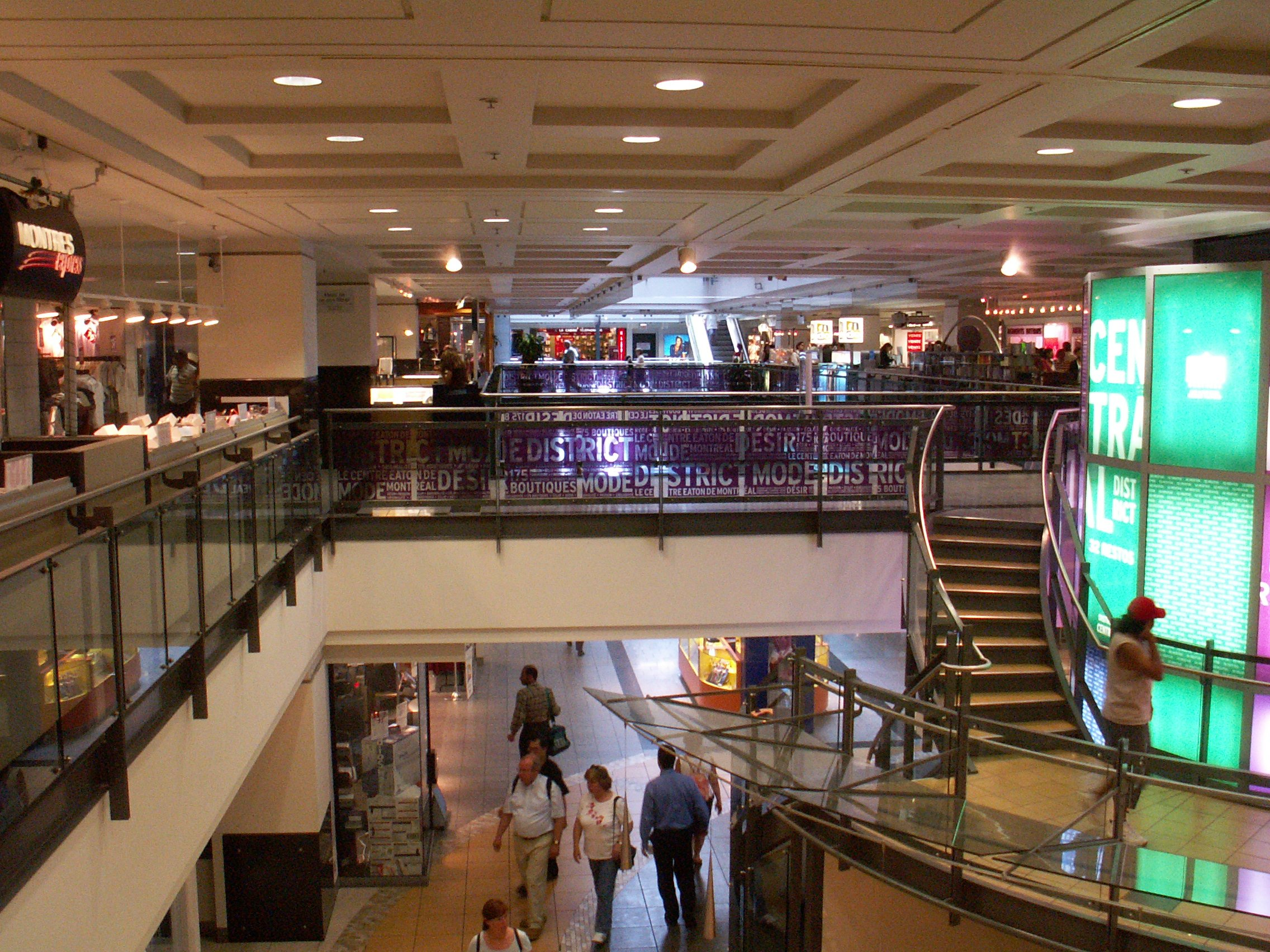
Подземный Монреаль

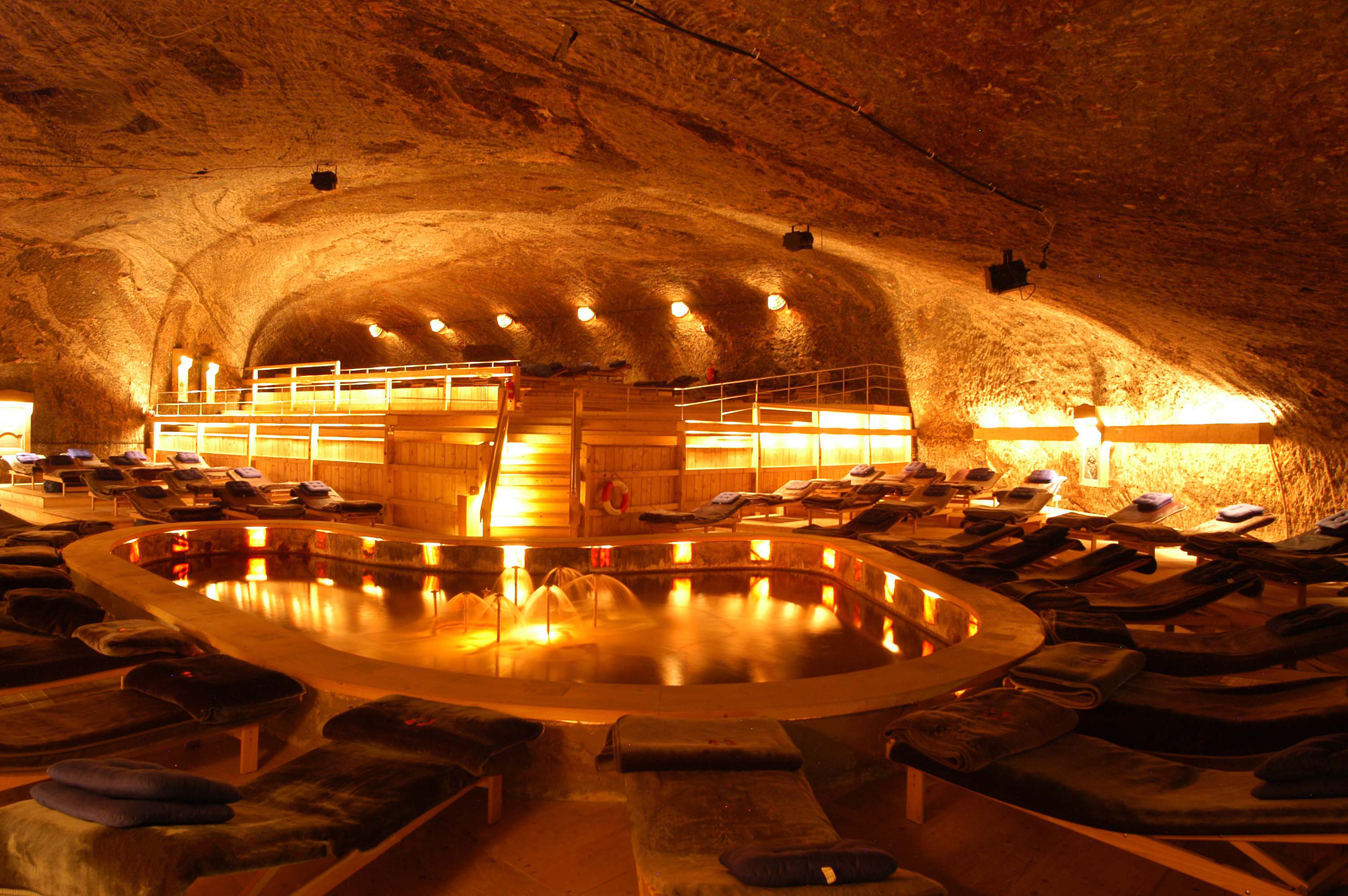
Лечебница в бывшей соляной шахте в Берхтесгаден, Германия

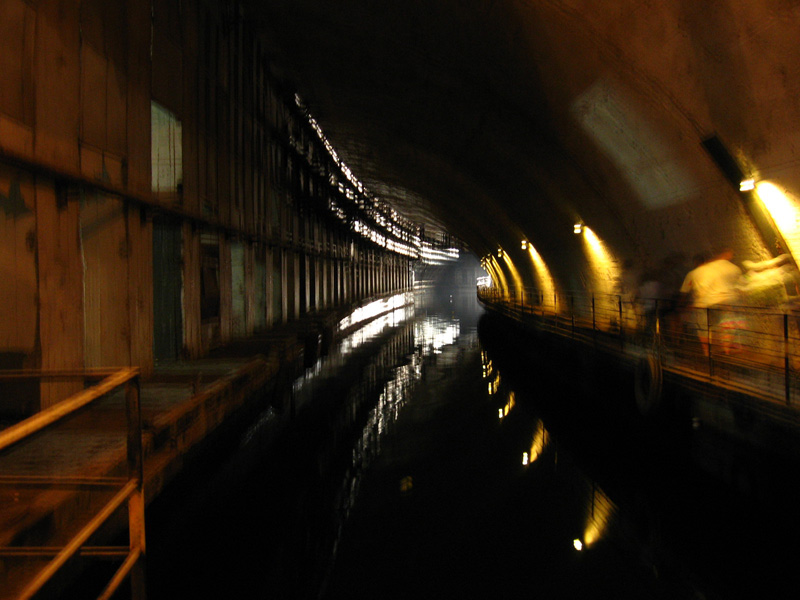
Подземная база подводных лодок в Балаклаве

Подземные сооружения — сооружения (объекты) промышленного, сельскохозяйственного, культурного, оборонного, коммунального и другого назначения, создаваемые под земной поверхностью, в массивах горных пород.

## История
Люди с давних пор начали использовать подземные пространства. Ещё в эпоху палеолита пещеры являлись надёжным убежищем первобытного человека.
Первые искусственные подземные сооружения возникли в связи с разработкой полезных ископаемых подземным способом. В Древнем Египте (две тысячи лет до н. э.) и Индии (тысяча лет до н. э.) строили подземные могильные холмы. К этому же времени относят строительство тоннелей для водоснабжения городов.
В четвёртом веке до н. э. в районе Пергама было сооружено подземное здание храма Асклепия.
Значительным по масштабам и уникальным по техническим решениям стало строительство подземных городов в Каппадокии.
С изобретением взрывчатых веществ стало интенсивно развиваться транспортное тоннелестроение. В 19 веке были сооружены тоннели большой протяжённости и больших поперечных сечений: Симплонский (длиной 20 км), Сен-Готардский (15 (км), Мон-Сенинский (14 км).
Совершенствование горной технологии, развитие и совершенствование горного машиностроения позволили в конце 19 века приступить к строительству первых городских подземных дорог (метро) в Лондоне (1863 год), Будапеште (1896 год), Париже (1900 год).
В начале 20 века сооружаются первые подземные гидроэлектростанции. Горные выработки шахт, на которых были прекращены горные работы приспосабливаются под склады, заводы. Позднее в подземных сооружениях начинают размещать военные объекты (авиазаводы, ангары, склады боеприпасов), а также гражданские промышленные объекты (склады, текстильные фабрики, гаражи, нефтехранилища).
В 1950-х годах появился новый тип подземных сооружений — хранилище углеводородного сырья.

## Классификация подземных сооружений
В зависимости от характера строительства подземных сооружений выделяют четыре группы подземных сооружений:
1. Проведение горных выработок по целевому проекту
2. Приспособление под объекты существующих горных выработок и естественных подземных полостей
3. Использование пористых геологических структур в недрах Земли
4. Комплексное освоение подземных пространств проведением горных выработок по целевому проекту и приспособлением ранее отработанных.

1. Классификация подземных сооружений, созданных по целевому проекту
| Основное назначение подземного сооружения                              | Вид подземной выработки                       | Размещаемые объекты                                                                                                 |
| ---------------------------------------------------------------------- | --------------------------------------------- | --- |
| Добыча твёрдых полезных ископаемых                                     | Штольни, штреки, камеры                       | Шахты по добыче угля, руды, нерудных ископаемых                                                                     |
| Транспортные коммуникации                                              | Тоннель, засыпные траншеи                     | Метрополитены, железнодорожные, автомобильные тоннели.Гидротехнические тоннели, трубопроводы                        |
| Размещение объектов электроснабжения, теплоснабжения                   | Камеры больших размеров, тоннели              | ГЭС, ТЭС, АТЭС |
| Размещение хранилищ питьевой воды и сооружений для очистки сточных вод | Камеры больших размеров, тоннели              | Резервуары питьевой воды, заводы по очистке сточных вод                                                             |
| Размещение объектов городского хозяйства                               | Котлованы и траншеи с последующей засыпкой    | Торговые центры, вокзалы, гаражи, пересадочные узлы, пешеходные переходы, рестораны, кинотеатры, телефонные станции |
| Размещение объектов военного назначения                                | Стволы, штольни, камеры, котлованы с засыпкой | Стартовые комплексы ракет, долговременные командные пункты, убежища, склады и др.                                   |

2. Классификация подземных сооружений, созданных путём приспособления существующих горных выработок и естественных полостей

| Основное назначение подземного сооружения                | Вид подземной выработки                                                                  | Размещаемые объекты                                                                                            |
| -------------------------------------------------------- | ---------------------------------------------------------------------------------------- | --- |
| Размещение предприятий по производству продуктов питания | Горные выработки отработанных шахт                                                       | Заводы шампанских вин, предприятия по выращиванию грибов, овощей, других плодов, бройлерные птицефабрики и др. |
| Склады-хранилища различных товаров                       | Горные выработки известковых, гипсовых, соляных шахт                                     | Склады товаров                                                                                                 |
| Размещение хранилищ скоропортящихся пищевых продуктов    | Горные выработки известковых, гипсовых, соляных шахт. Горные выработки в вечной мерзлоте | Холодильники для хранения продуктов питания                                                                    |
| Размещение лечебных учреждений                           | Горные выработки соляных шахт, карстовые пещеры                                          | Специализированные больницы и санатории                                                                        |
| Размещение объектов туризма                              | Пещеры                                                                                   | Туристические комплексы                                                                                        |

3. Классификация подземных сооружений, размещённых в недрах Земли в пористых геологических структурах
| Основное назначение подземного сооружения                                    | Вид подземной выработки                                                                              | Размещаемые объекты                                                        |
| ---------------------------------------------------------------------------- | --- | -------------------------------------------------------------------------- |
| Размещение хранилищ жидких и газообразных полезных ископаемых и их продуктов | Истощённые газовые и нефтяные пласты, пористые водоносные структуры, горные выработки                | Крупные хранилища нефти, природного газа, нефтепродуктов, сжиженного газа  |
| Захоронение вредных отходов производства                                     | Горные выработки шахт, отработанные пласты-коллекторы, пористые структуры в плохопроницаемых породах | Хранилища отходов радиоактивных веществ, отходов химической промышленности |

4. Классификация подземных сооружений, созданных в ранее отработанных горных выработках и выработках по специальному проекту
| Основное назначение подземного сооружения    | Вид подземной выработки                                                      | Размещаемые объекты                                                                      |
| -------------------------------------------- | ---------------------------------------------------------------------------- | ---------------------------------------------------------------------------------------- |
| Размещение промышленных предприятий          | Горные выработки шахт, специально пройденные камеры больших сечений, тоннели | Заводы точных приборов, электронного оборудования, машиностроения, военной техники и др. |
| Размещение научно-исследовательских объектов | Горные выработки шахт, специально пройденные камеры больших сечений, тоннели | Нейтринные и сейсмо- геофизические обсерватории, сейсмические станции и др.              |

## Основные проблемы для подземного сооружения в процессе строительства и эксплуатации
Основные проблемы для подземного сооружения любого типа (открытого, закрытого)  
1. в процессе строительства: 
  1. обеспечение водонепроницаемости стен (обделки, обделка-постоянная крепь в тоннеле)
  2. предотвращение наплыва грунта в выемку (забой)
  3. обеспечения прочности стен (обделки)
2. в процессе эксплуатации: 
  1. гидроизоляция стен и днища
  2. обеспечения отсутствия всплытия сооружения. Если, к примеру взять пустую кастрюлю, поднести к поверхности воды и начать вдавливать (опускать в воду), чем ниже погружаем кастрюлю, тем сопротивление больше, действует гидростатическое давление воды. Вода стремиться вытолкнуть кастрюлю (подземное сооружение). Подземное сооружение аналогично кастрюле, внутри пустота. Грунт вокруг это вода, которая стремиться вытолкнуть сооружение. Это создает большие проблемы. Когда высокий уровень грунтовых вод и когда большая площадь сооружения, огромные силы стремятся вытолкнуть подземное сооружение. Это особенно актуально для легких сооружений, к примеру опускной колодец – насосная станция, где внутри нет оборудования, он испытывает высокое гидростатическое давление. Если это подземная часть высотного сооружения, то надземная часть будет тяжелой (она будет давить и препятствовать всплытию). Но это будет только после возведения. Поэтому в процессе строительства подземная часть высотного сооружения также требует внимания.
  3. обеспечения прочности стен (обделки) и днища.

Наличие подземных вод оказывает существенное воздействие на ограждение котлована, дно котлована, а также стены и днище подземного сооружения. Можно выделить следующие эффекты, которые может вызвать подземная вода при открытой разработке котлована с устройством ограждения и возведением подземного сооружения:
1. гидростатическое давление на дно разработанного котлована, на выполненное ограждение котлована, а после возведения конструкции – на днище и стены подземного сооружения;
2. механическая суффозия грунтов под действием фильтрационного потока при гидродинамическом воздействии;
3. эффект гидравлического выпора грунтов дна котлована;
4. эффект взвешивания частиц водопроницаемого грунта;
5. снижение сцепления для большинства водопроницаемых грунтов.

Величина гидростатического давления слоя воды {\displaystyle h_{\omega }} определяется:
{\displaystyle \sigma _{\omega }=\gamma _{\omega }*h_{\omega }},
где {\displaystyle \gamma _{\omega }}- удельный вес воды, равный 10кН/;
{\displaystyle h_{\omega }}- высота напорного столба воды, м.
В случае если грунт дна котлована представлен водонасыщенными песчаными грунтами или глинистыми грунтами текучей консистенции, а заделка ограждения не доведена до водоупорного слоя, возможен эффект выпора грунтов под действием гидростатического давления.